# Château de Kalø
Le château de Kalø, en danois Kalø slot, est un château en ruine du Danemark situé à l'est de la péninsule du Jutland à vingt kilomètres de la ville d'Aarhus.

## Histoire

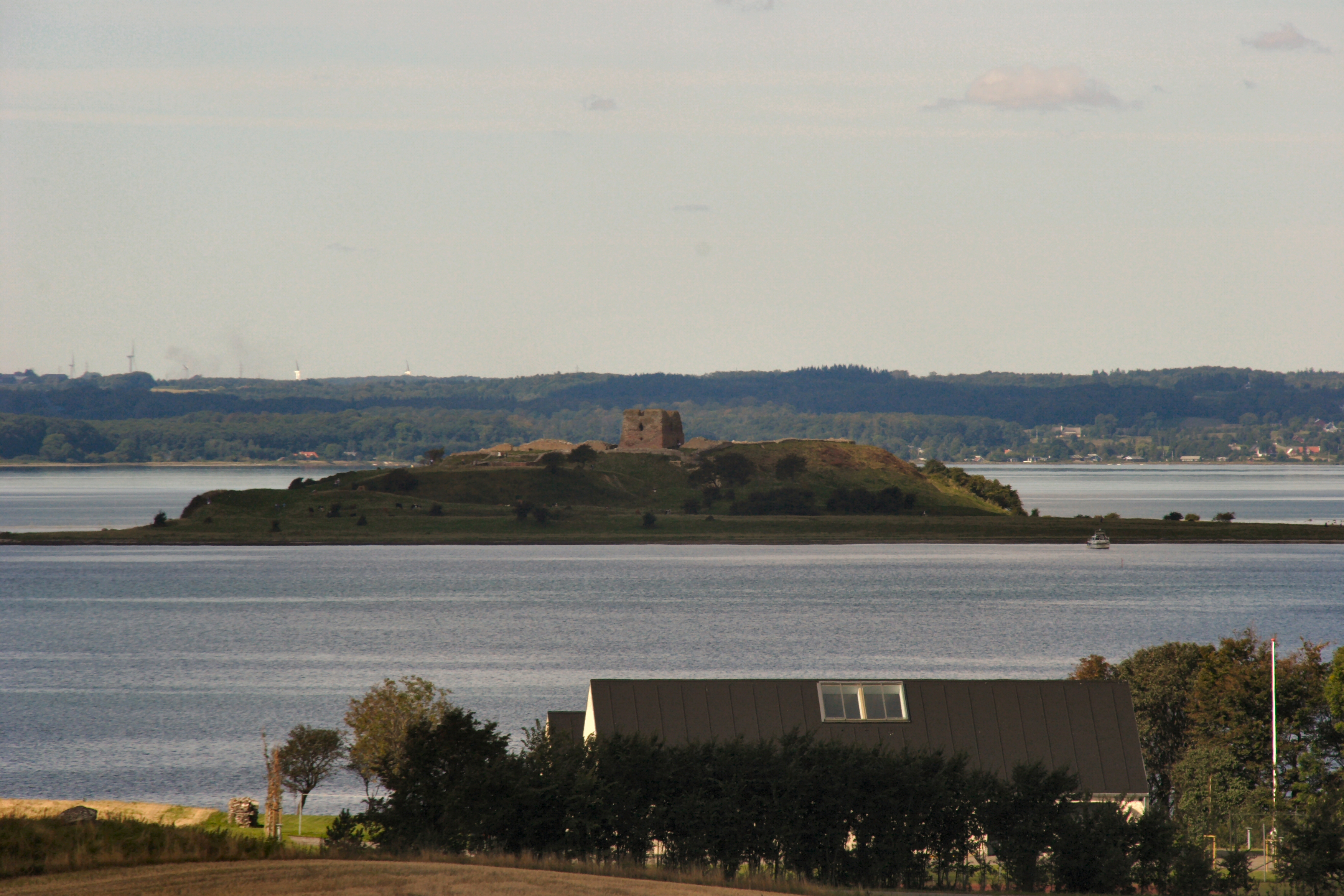
Vue du château sur sa péninsule.

Il a été construit à partir de 1313 par le roi Éric VI de Danemark comme une des quatre forteresses identiques du Jutland destinées à contrôler les rébellions des nobles et paysans locaux. Ces quatre structures ont été édifiées par des paysans esclaves afin de mater leurs esprits rebelles. 
Le château était situé sur une petite île reliée au continent par une chaussée de 500 mètres de longueur. Celle-ci était renforcée par des remblais alors que de grands fossés étaient creusés autour des murs circulaires de la forteresse. Cela représentait un travail colossal au début du XIVe siècle.
En 1320 le nouveau roi Christophe II a été forcé par la noblesse danoise dans une charte à le démolir, avec la plupart des forteresses du Jutland. On ne sait pas combien de châteaux ont été effectivement démolis, mais la couronne a définitivement perdu son emprise et il a été hypothéqué. 
Au XVe siècle et au-delà Kalø avait un rôle plus pacifique, comme le centre administratif local et prison d'État. Le roi Christian II y a gardé captif le futur roi de Suède Gustave Ier Vasa en 1518-1519, jusqu'à son évasion vers Lübeck, déguisé en paysan commun.
Quand le roi Frédéric III transforme le pays en monarchie absolue en 1660, le château perd sa fonction. Il tombe en désuétude pendant l'occupation suédoise au cours du XVIIe siècle et, en 1662, Ulrik Frederik Gyldenløve décide de le détruire. Les matériaux servent alors à construire son palais privé à Copenhague, aujourd'hui appelé le palais de Charlottenborg.
Les ruines de la forteresse sont protégées à partir du début du XIXe siècle, elles sont restaurées en 1903 par l'architecte C.M. Smidt du musée national du Danemark. La restauration se prolonge lors de la Seconde Guerre mondiale, quand les troupes allemandes utilisent Kalø comme cible pour des exercices militaires. Heureusement personne n'a été blessé et les ruines n'ont été que légèrement endommagées par les canons.
Aujourd'hui le château est détenu et protégé par l'État danois. En 2009, la zone a été incorporée dans le parc national de Mols Bjerge.

## Référence
- (en) Cet article est partiellement ou en totalité issu de l’article de Wikipédia en anglais intitulé « Kalø slot » (voir la liste des auteurs).